# USS Vermont (SSN-792)
USS Vermont (SSN-792) – amerykański okręt podwodny o napędzie atomowym, typu Virginia. Pierwsza jednostka wersji Batch 3 Block IV.

## Historia
28 kwietnia 2014 roku US Navy przyznała kontrakt na budowę 10 nowych okrętów typu Virginia w wersji Block 4 za kwotę 17,6 mld dolarów stoczni General Dynamics Electric Boat. Pierwszy okręt tej wersji -  USS „Vermont” - miał wejść do służby w marcu 2019 roku. Imię okrętu zostało ogłoszone przez Sekretarza Marynarki Wojennej Raya Mabusa 18 września 2014 roku.
Okręt wszedł do służby 17 kwietnia 2020 roku.